# Émetteur du mont Saint-Baudille
L'émetteur du Mont Saint-Baudille, situé dans l'Hérault, à 15 km au nord de la commune de Montpeyroux et à 25 km à l'est de Lodève et au nord-est de Clermont-l'Hérault est une installation permettant la diffusion de la télévision en numérique, de la radio FM sur une grande partie du département mais aussi d'ondes concernant la téléphonie mobile et d'autres transmissions. Le site se compose d'une tour hertzienne de 76 mètres de haut et d'un bâtiment regroupant les émetteurs. Il est exploité par l'opérateur Télédiffusion de France (TDF).

## Caractéristiques

### Télévision

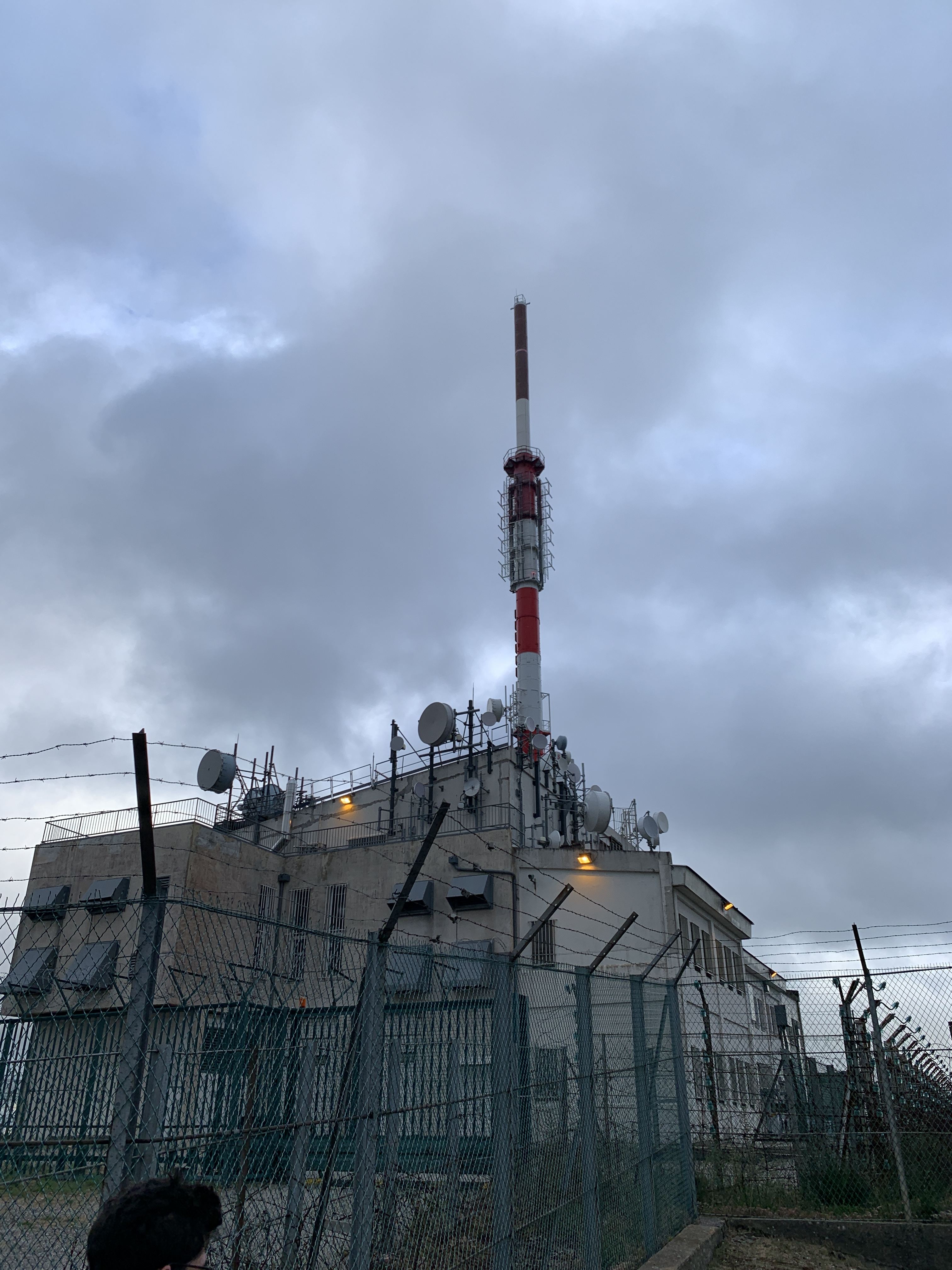
Le 13 juillet 2021, l'émetteur du Mont Saint-Baudille en fin de journée.

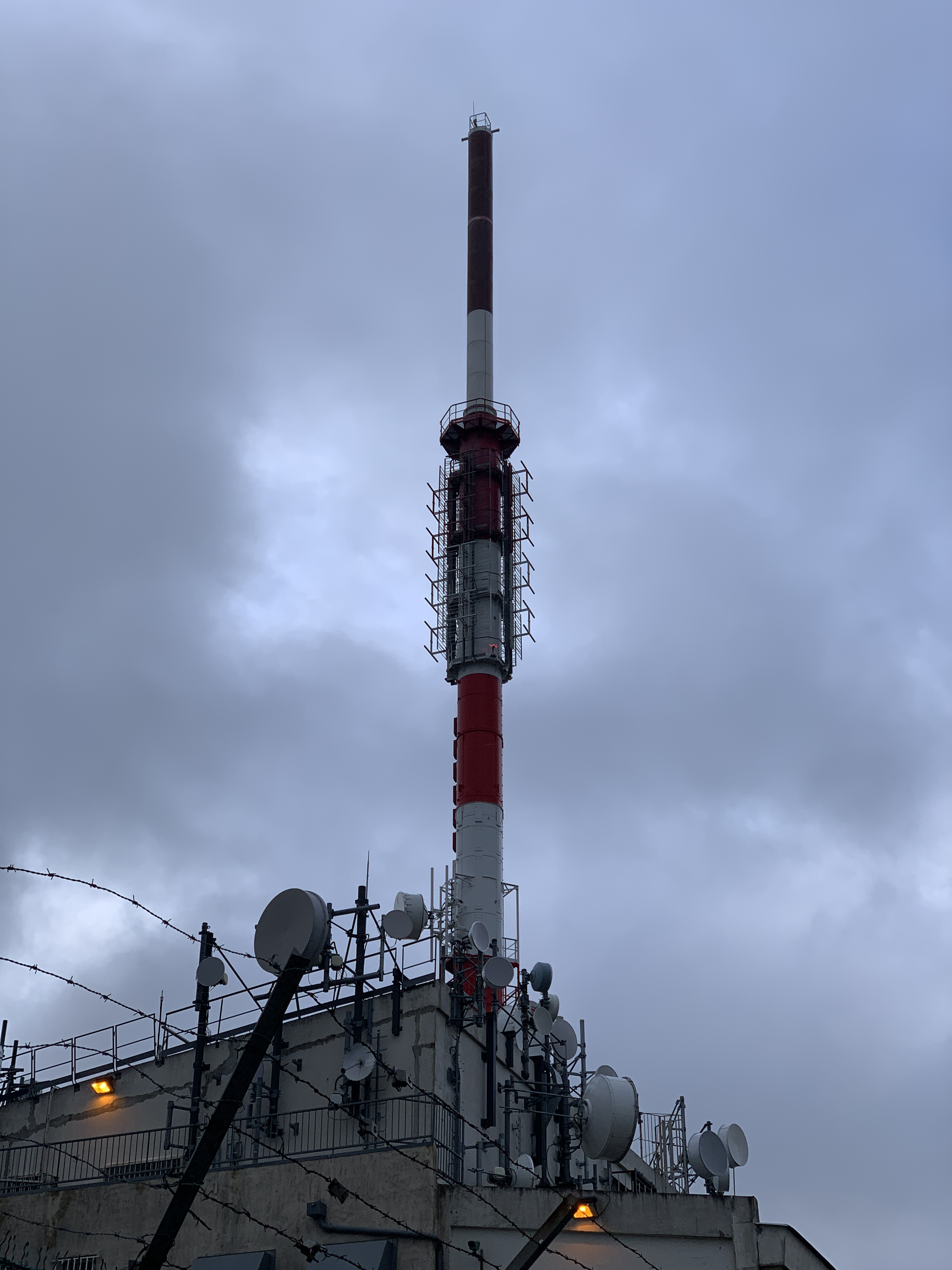
Vue générale du pylône et des paraboles.

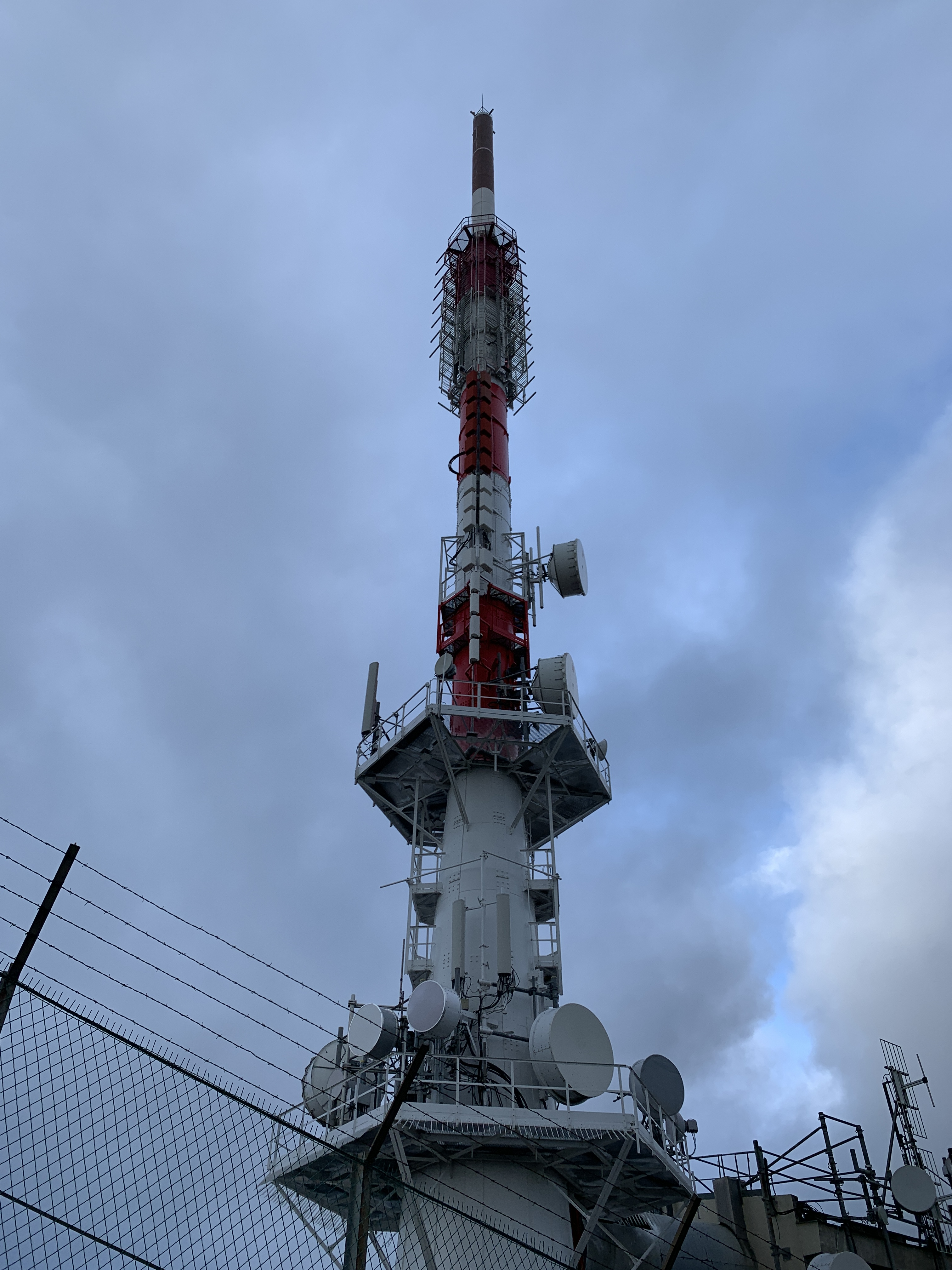
Détails des installations du pylône.

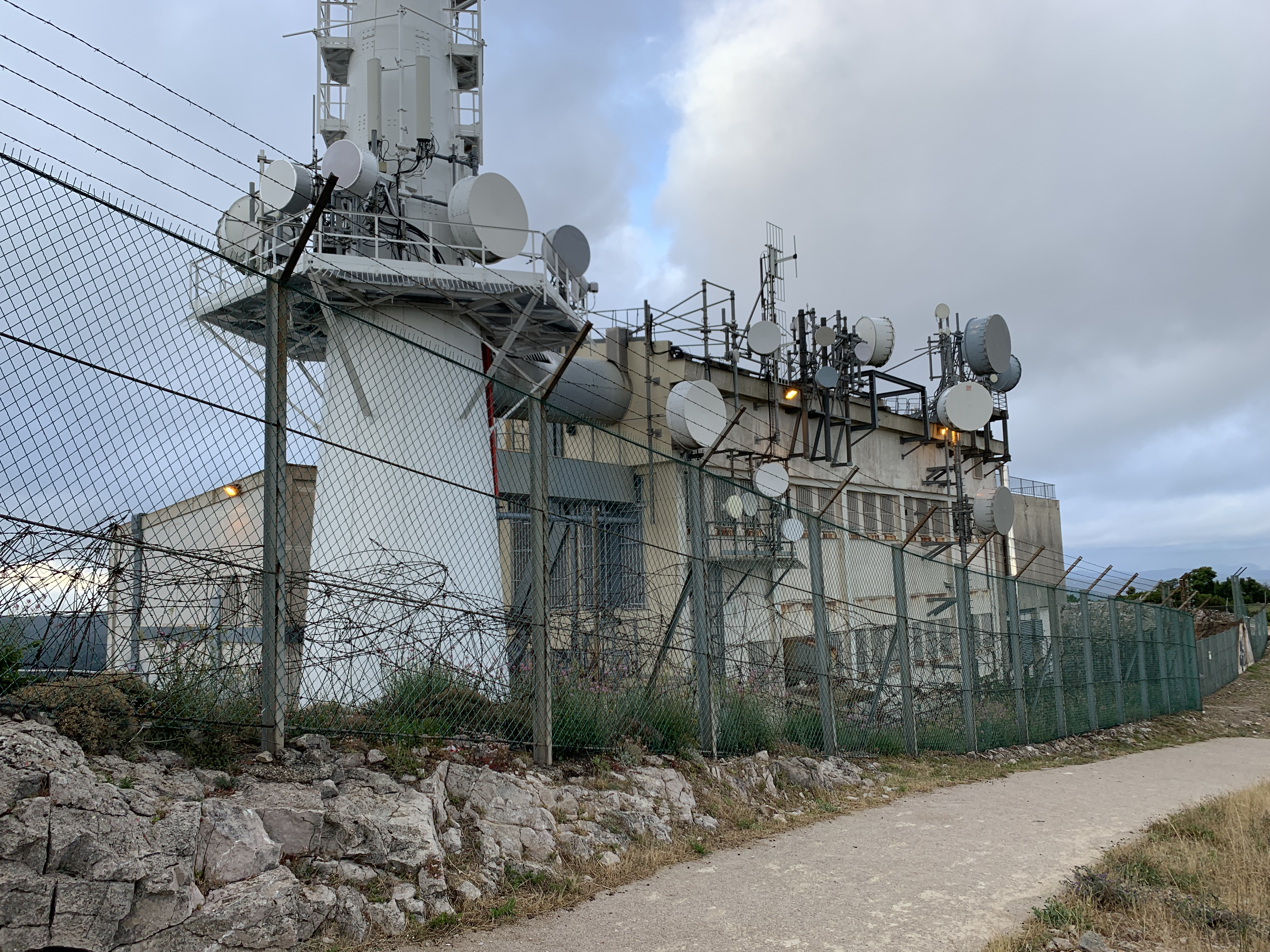
Vue du monumental local abritant les installations.

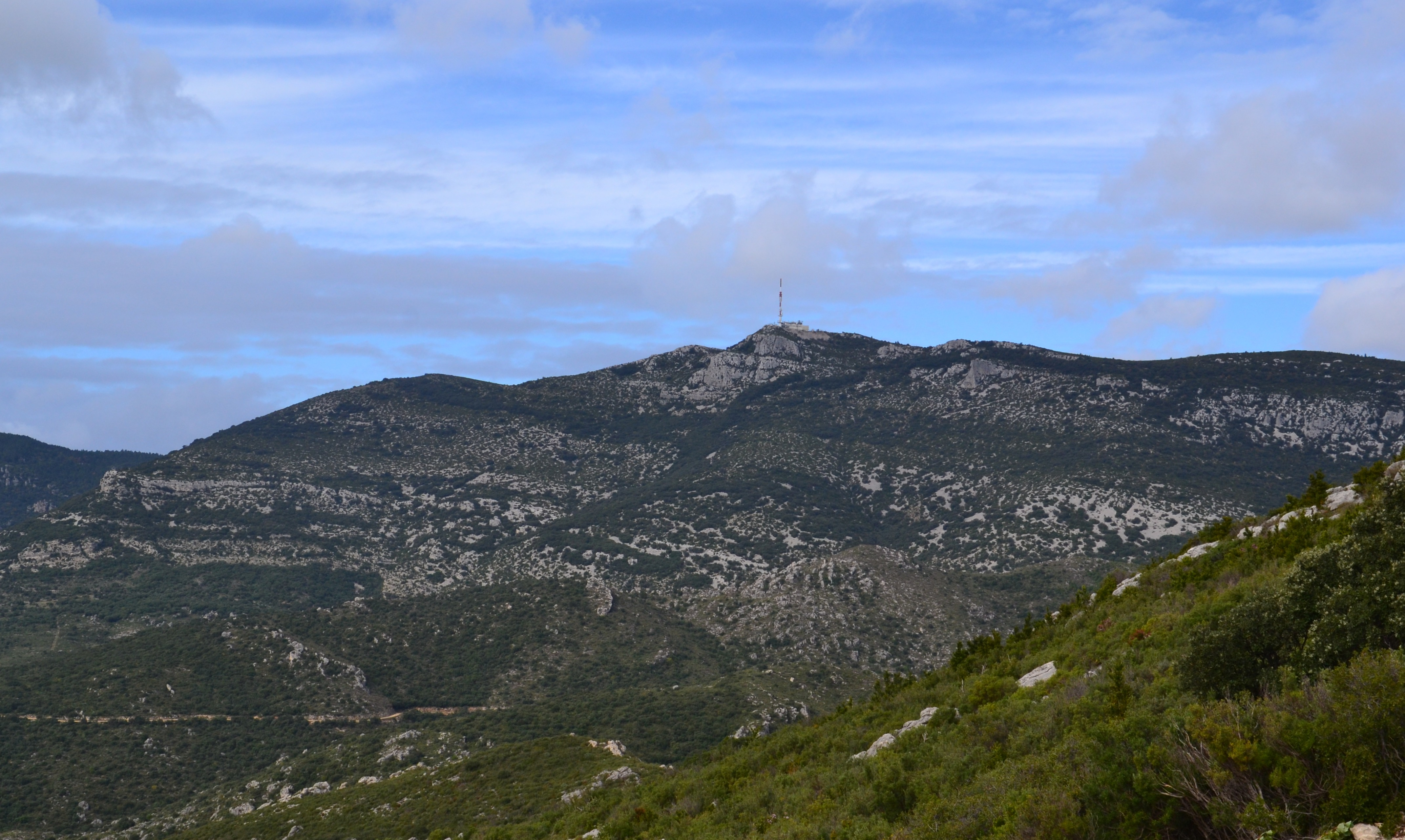
Vue de la tour hertzienne TDF par la face sud, en 2013.

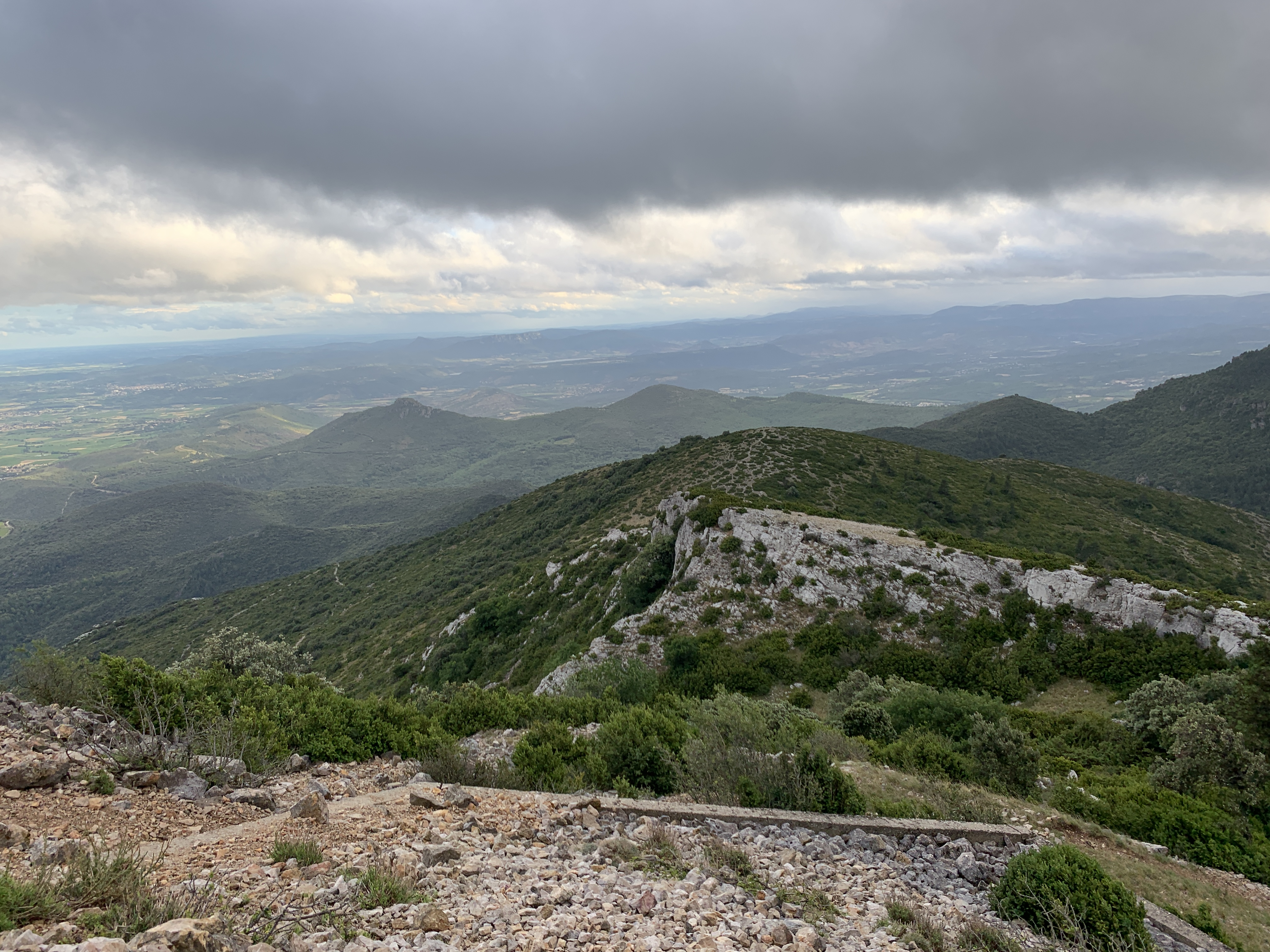
2021 : Vue de paysages autour du Mont Saint-Baudille.

#### Analogique
La région du Languedoc-Roussillon est couverte par la télévision analogique jusqu'au 29 novembre 2011. L'émetteur de Canal+ a cessé de fonctionner le 13 octobre 2010.
| Chaîne                        | Canal | Puissance (PAR) |
| ----------------------------- | ----- | --------------- |
| TF1                           | 56H   | 700 kW          |
| France 2                      | 50H   | 700 kW          |
| France 3 Languedoc-Roussillon | 53H   | 700 kW          |
| Canal+                        | 63H   | 6 kW            |
| France 5 / Arte               | 48H   | 250 kW          |
| M6                            | 40H   | 100 kW          |

#### Numérique
L'exploitation du site est effectuée par la société Télédiffusion de France (TDF).
| Multiplex | Société opératrice                            | Canal | Puissance (PAR) |
| --------- | --------------------------------------------- | ----- | --------------- |
| R1        | Société de gestion du réseau R1               | 40H   | 100 kW          |
| R2        | Nouvelles télévisions numériques              | 31H   | 32 kW           |
| R3        | Compagnie du numérique hertzien               | 43H   | 100 kW          |
| R4        | Société opératrice du multiplex R4            | 48H   | 100 kW          |
| R6        | Société d'exploitation du multiplex R6 - SMR6 | 46H   | 100 kW          |
| R7        | Multiplex haute définition 7                  | 41H   | 100 kW          |
| R9        | GR UHD1                                       | 27H   | 5 kW            |

| LCN | Multiplex | Nom de la chaîne              |
| --- | --------- | ----------------------------- |
| 1   | R6        | TF1                           |
| 2   | R1        | France 2                      |
| 3   | R1        | France 3 Languedoc-Roussillon |
| 4   | R1        | France 4                      |
| 5   | R4        | France 5                      |
| 6   | R4        | M6                            |
| 7   | R4        | Arte                          |
| 8   | R6        | LCP                           |
| 9   | R4        | W9                            |
| 10  | R6        | TMC                           |
| 11  | R6        | TFX                           |
| 12  | R2        | Gulli                         |
| 13  | R2        | BFM TV                        |
| 14  | R2        | CNews                         |
| 15  | R6        | LCI                           |
| 16  | R1        | France Info                   |
| 17  | R2        | CStar                         |
| 18  | R2        | T18                           |
| 19  | R2        | Novo 19                       |
| 20  | R7        | TF1 Séries Films              |
| 21  | R7        | L'Équipe                      |
| 22  | R4        | 6ter                          |
| 23  | R7        | RMC Story                     |
| 24  | R7        | RMC Découverte                |
| 25  | R7        | Chérie 25                     |
| 26  | R4        | Paris Première                |
| 31  | R1        | ViàOccitanie Montpellier      |
| 52  | R9        | France 2 UHD                  |

### Radio FM
| Fréquence | Station        | Puissance (PAR) | Code RDS (PS) |
| --------- | -------------- | --------------- | ------------- |
| 89.4      | France Inter   | 18 kW           | __INTER_      |
| 92.9      | France Musique | 18 kW           | MUSIQUE_      |
| 97.8      | France Culture | 18 kW           | _CULTURE      |
| 101.1     | Ici Hérault    | 18 kW           | ICIHERAU      |

### Téléphonie mobile
| Opérateur        | 2G  | 3G  | 4G  | FH  |
| ---------------- | --- | --- | --- | --- |
| Orange           | Oui | Oui | Oui | Oui |
| SFR              | Oui | Oui | Oui | Oui |
| Bouygues Telecom | Oui | Oui | Oui | Oui |
| Free             | Non | Oui | Oui | Oui |